# Milano canta
Milano canta (1965) è il primo album registrato da I Gufi, pubblicato nel 1965.
Il primo embrione del gruppo si era formato l'anno prima. Nanni Svampa aveva appena inciso il suo primo disco, Nanni Svampa canta Brassens; frequentando l'ambiente musicale milanese ebbe l'occasione di conoscere il jazzista Lino Patruno, e i due iniziarono a collaborare. I due pensavano alla possibilità di allestire spettacoli di cabaret concerto. Il progetto prese forma definitiva in seguito all'incontro con Roberto Brivio e Gianni Magni: i quattro decidono quindi di fondare il gruppo "I Gufi".

## Descrizione
Questo primo album del gruppo ha il marchio di fabbrica di Svampa: il disco s'intitola infatti Milano canta (assumerà il numero 1 in seguito all'uscita di altri due album con lo stesso titolo). Nato e vissuto nei quartieri popolari di Milano, caratterizzati dai cortili, dalle case a ballatoio e da quell'intensa cultura lombarda, Svampa aveva subìto il fascino della cultura popolare ed aveva fatto una scrupolosa ricerca filologica ed archivistica al fine di valorizzare e tramandare il patrimonio della canzone meneghina. Negli anni successivi, a partire dal 1968, realizzò la raccolta musicale Milanese - Antologia della canzone lombarda di 153 brani raccolti in dodici album discografici.
Seguendo il filone della musica popolare, nel contempo compone dei nuovi brani che sono inseriti nel disco, insieme ai brani di genere di Enzo Jannacci e Ivan Della Mea.

## Tracce
Lato A
1. La balilla
2. Porta Romana (anonimo)
3. El Biscella - Alfredo Bracchi e Giovanni D'Anzi
4. E mi la dona bionda
5. La cirncovallazion - Nanni Svampa
6. L'è tri di ch'el piov el fioca

Lato B
1. A L'era sabet sera - Nanni Svampa
2. Gh'è ammò un quaivun - Nanni Svampa
3. El ridicul matrimoni
4. Piazza Fratelli Bandiera - Nanni Svampa
5. E l'era tardi - Enzo Jannacci
6. El mè gatt - Ivan Della Mea

## Formazione
- Roberto Brivio, chitarra, fisarmonica e voce.
- Nanni Svampa, chitarra, pianoforte e voce.
- Lino Patruno, chitarra, banjo, contrabbasso e voce.
- Gianni Magni, voce.